# Tollarp
Tollarp est une localité suédoise située dans la commune de Kristianstad en Scanie.
Sa population était de 3 284 habitants en 2010.